# WarioWare: Snapped!
WarioWare: Snapped! (Japans: うつすメイドインワリオ; Utsusu Made in Wario) is een minigamecompilatie, uitgebracht voor de Nintendo DSi op de DSiWare en ontwikkeld door Intelligent Systems. Het spel werd exclusief verdeeld door Nintendo in Japan sinds 24 december 2008.
Het spel sluit aan bij de serie van WarioWare. De speler moet een reeks van minigames tot een goed eind brengen om nieuwe levels vrij te spelen. Ook de ingebouwde camera van de Nintendo DSi kan worden gebruikt tijdens het spelen.

## Ontvangst
| Beoordeeld door     | Jaar | Score |
| ------------------- | ---- | ----- |
| Vandal Online       | 2009 | 75%   |
| Gamervision         | 2009 | 70%   |
| Cubed3              | 2009 | 60%   |
| Nintendojo          | 2009 | 51%   |
| That Gaming Site    | 2009 | 50%   |
| Nintendo Life       | 2009 | 40%   |
| NintendoWorldReport | 2009 | 40%   |
| Destructoid         | 2009 | 40%   |
| Cheat Code Central  | 2009 | 40%   |
| Modojo              | 2009 | 20%   |